# Polycyathus palifera
Polycyathus palifera is een rifkoralensoort uit de familie van de Caryophylliidae. De wetenschappelijke naam van de soort is voor het eerst geldig gepubliceerd in 1869 door Verrill.